# Thesleff (adelsätt)
Thesleff är en finländsk adelsätt med ursprung från släkten Thesleff i Viborg i Finland.
Stamfader var generalen Alexander Amatus Thesleff, vicekansler för Helsingfors universitet, som adlades 1812. Ätten introducerades 1822 på Riddarhuset i Finland som adlig ätt nummer 182. 
Hans äldre bror och yngre brors söner adopterades senare på samma nummer.

## Medlemmar
- Alexander Adam Thesleff, ämbetsman
- Alexander Amatus Thesleff, militär
- Arthur Thesleff, botanist och zigenarforskare
- Ellen Thesleff, målare
- Fredrik Thesleff, arkitekt
- Gerda Thesleff, keramiker
- Holger Thesleff, filolog
- Irma Thesleff, biolog